# Zvláštní zpráva IPCC ke globálnímu oteplení o 1,5 °C
Zvláštní zprávu IPCC ke globálnímu oteplení o 1,5 °C (SR15) vydal Mezivládní panel pro změnu klimatu (IPCC) dne 8. října 2018. Zpráva, která byla schválena v rámci zasedání IPCC v Inčchon, Korejská republika, byla připravena 91 autory ze 40 zemí; její znění je podloženo více než 6000 vědeckých odkazů. V prosinci 2015 vyzvala Konference OSN o změně klimatu v Paříži mezivládní panel IPCC k přípravě zprávy, která se zaměří na dopady oteplení o více než 1,5 °C a na scénáře snižování emisí skleníkových plynů, které budou směřovat ke splnění cíle 1,5 °C z Pařížské dohody. Zpráva byla předložena na 48. zasedání Mezivládního panelu pro změnu klimatu (IPCC) jako "autoritativní, vědecká příručka pro vlády", která se bude zabývat změnou klimatu. Závěry zprávy uvádějí, že je třeba podniknout v krátkém časovém úseku drastické kroky, aby se zabránilo závažným důsledkům změny klimatu. Zpráva byla předložena na konferenci Konferenci OSN o změně klimatu 2018 v Katovicích.

## Přehled
Plný název zprávy zní "Globální oteplení o 1,5 °C, zvláštní zpráva IPCC o dopadech globálního oteplování o 1,5 °C nad preindustriální úroveň a související globální trajektorie emisí skleníkových plynů v kontextu posílení globální reakce na hrozbu změny klimatu, udržitelný rozvoj a úsilí o vymýcení chudoby." Phil McKenna z InsideClimate News předkládá SR15 shrnutí stávajícího výzkumu vlivu oteplování na 1,5 °C na planetu a navrhuje nezbytné kroky k omezení globálního oteplování.
Hlavním tématem zprávy je srovnání dopadů oteplení o 1,5 °C proti oteplení o 2 °C (proti předindustriální době) a navržení scénářů snižování emisí skleníkových plynů, které by pomohly dosáhnout nižšího oteplení v nejbližších letech. Ze zprávy vyplývají dva důležité poznatky:
- negativní dopady oteplení o 2 °C by byly výrazně vyšší, než při oteplení o 1,5 °C,
- snížení emisí skleníkových plynů, které by vedlo o nárůst teploty pouze o 1,5 °C je stále ještě dosažitelný cíl.[8]

Zpráva by měla být klíčovým dokumentem pro pravidelný přezkum cílů, ke kterým musí jednotlivé státy, které podepsaly Pařížskou dohodu, přistoupit každých pět let, tedy v letech 2020, 2025 a 2030. Zpráva navrhuje razantní snížení emisí od roku 2020 a dosažení uhlíkové neutrality (tedy stavu, kdy se vypouštěné emise rovnají množství emisí skleníkových plynů, které jsou z atmosféry přírodními či technologickými procesy absorbovány) do roku 2050.

## Hlavní poznatky Zprávy

### Chápání globálního oteplování o 1,5 °C
Zpráva uvádí, že pokud oteplování bude pokračovat současnou rychlostí, celková průměrná teplota se pravděpodobně zvýší o 1,5 °C nad úroveň před industrializací do roku 2052. Antropogenní emise skleníkových plynů doposud přispěly ohřevu o hodnotě 0,8 °C až 1,2 °C.  Skleníkové plyny, které již byly vypuštěny, pravděpodobně nezpůsobí, že globální teplota stoupne pouze na 1,5 °C a celkový nárůst teploty nad 1,5 °C se dá zabránit drastickým omezením dalších emisí. Rizika související se změnou klimatu jsou spojena s rostoucím globálním oteplováním závisí na zeměpisné poloze, úrovni rozvoje a zranitelnosti a rychlosti a dosahu postupů zmírňování změny klimatu a přizpůsobení se klimatu. Dosavadní závazky jednotlivých států v rámci Pařížské dohody nestačí podle UNEP ani na dosažení cíle 2 °C.
Od 70. let 20. století považovali vědci oteplení o 2 °C za "bezpečné". Další výzkumy během 90. let 20. století ovšem ukázaly, že škody, které by vznikly především v malých ostrovních státech a v nejméně rozvinutých státech by byly vysoké a některé státy by se octly v ohrožení existence. To bylo důvodem, že Pařížská dohoda prosadila cíl "směřovat k oteplení o 1,5 °C".

### Jaká opatření jsou třeba pro dosažení cíle 1,5 °C
Zpráva navrhuje následující opatření

#### Energetika
Do roku 2050 je předpokládáno snížení poptávky po energiích, snížení uhlíkové náročnosti výroby elektřiny na nulu, zvýšení podílu obnovitelných zdrojů o 60 % proti roku 2020 a snížení spotřeby primární energie z uhlí o 66 %.

#### Využití krajiny
Do roku 2050 je třeba dosáhnout udržitelné intenzifikace využívání krajiny, zvýšení zemědělské produktivity a změny složení potravy lidské populace.

#### Průmysl
Do roku 2050 je třeba snížit emise z průmyslu o 70–90 % proti roku 2010. Realizace s předpokládá elektrifikací z nízkoemisních zdrojů, využitím vodíku a biomasy, ekologičtějšími variantami produktů a využitím technologie zachycování a ukládání uhlíku.

#### Doprava a budovy
Výrazné snížení emisí technologickými opatřeními (elektromobilita, energeticky účinné spotřebiče, zateplování budov, elektrifikace) a také změny v životním stylu.